# 緑町
緑町（みどりちょう）は、兵庫県の淡路島南部に位置していた町。
2005年（平成17年）1月11日、三原郡の他の3町と共に合併して南あわじ市となったため消滅した。

## 地理
淡路島の中では、三原町とともに海に面していない自治体であった。

### 隣接していた自治体
- 洲本市、三原郡三原町、三原郡西淡町、津名郡五色町

## 歴史
- 1957年（昭和32年）7月10日 - 広田村・倭文村が合併して緑村が発足。
- 1960年（昭和35年）4月1日 - 緑村が町制施行して緑町となる。
- 2005年（平成17年）1月11日 - 西淡町・三原町・南淡町と合併して南あわじ市が発足。同日緑町廃止。

## 行政
- 町長:金山和永（2002年8月25日から2005年1月10日まで）

## 地域

### 教育
- 高等学校
  - なし（かつては兵庫県立洲本高等学校緑分校があったが三原町の兵庫県立志知高等学校に統合された）
- 中学校
  - 緑町立倭文中学校
  - 三原郡緑町洲本市組合立広田中学校
- 小学校
  - 緑町立倭文小学校
  - 三原郡緑町洲本市組合立広田小学校
- その他の学校
  - 兵庫県立淡路看護専門学校

## 交通

### 鉄道
町内を鉄道は通っていない。

#### 廃止された鉄道路線
- 淡路交通
  - 鉄道線（1966年10月1日廃止）：淡路広田駅 - 淡路長田駅

### 道路

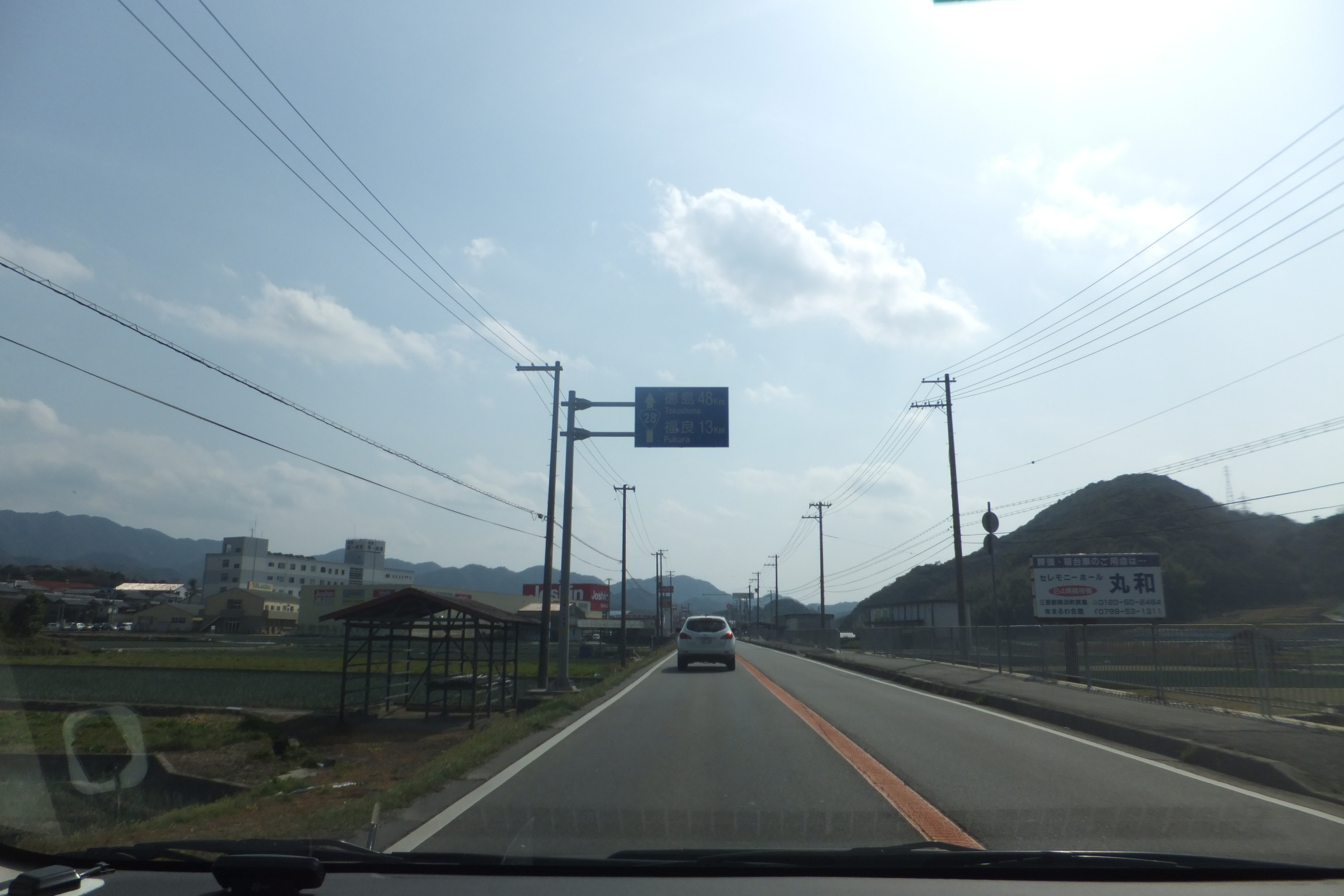
町内の南北を縦断する国道28号
広田広田で撮影

- 高速道路:町内を通るが、インターチェンジはない。
- 一般国道
  - 国道28号
- 都道府県道
  - 兵庫県道66号津名五色三原線
  - 兵庫県道125号洲本西淡線
  - 兵庫県道470号倭文五色線
  - 兵庫県道472号鳥飼浦洲本線
  - 兵庫県道473号広田洲本線
- 農道
  - オニオンロード（南淡路広域農道）

## 出身有名人
- 永田秀次郎（貴族院議員・東京市長）
- 永田亮一（衆議院議員）
- 土居光華（衆議院議員）
- 船越景直（戦国武将）
- 鎌田義（競艇選手）
- 鎌田実（元プロ野球選手・阪神タイガース）
- 清川あさみ（アーティスト・美術家）